# Drapelul Guatemalei
Drapelul Guatemalei este format din două benzi albastre și una albă, în centru. Cele două părți albastre reprezintă poziția geografică a Guatemalei, între Oceanul Pacific și Marea Caraibelor, precum și cerul de deasupra țării. Albul simbolizează pacea și puritatea.
În centrul drapelului se află stema Guatemalei.  Aceasta include o imagine a păsării naționale guatemaleze, Pharomachrus mocinno, un simbol al libertății; un pergament inscripționat cu data independenței Americii Centrale, 15 septembrie 1821; două puști încrucișate, simbolizând voința Guatemalei de a se apăra cu forța dacă este nevoie; flori de dafin, simbolul victoriei, și o pereche de săbii încrucișate, simbolizând onoarea.
| Culori     | albastru               | alb             |
| ---------- | ---------------------- | --------------- |
| Pantone    | 297                    | Safe            |
| RGB        | 73 - 151 - 208         | 255 - 255 - 255 |
| CMYK       | 64,9 - 27,4 - 0 - 18,4 | 0 - 0 - 0 - 0   |
| Culori web | 4997D0                 | FFFFFF          |

## Drapele istorice
|  | Drapelul Guatemalei ca parte Repubiciilor Federale a Americii Centrale între 1. ian. 1825 și 1838 |
|  | Drapelul Guatemalei între 1838 și 26 oct. 1843                                                    |
|  | Drapelul Guatemalei între 26 oct. 1843 și 14 mar. 1851                                            |
|  | Drapelul Guatemalei între 14 mar. 1851 și 21 mai 1858                                             |
|  | Drapelul Guatemalei între 21 mai 1858 și 12 aug. 1871                                             |
|  | Drapelul Guatemalei din 12 aug. 1871                                                              |